# Live in Japan (Väsen-album)
Live in Japan är ett livealbum av Väsen, utgivet 2005. Skivan är gruppens tredje livealbum men bara det andra som trio. På skivan Levande Väsen förekommer gruppen som trio men på skivan Live at the Nordic Roots Festival medverkar norske musikern Annbjørg Lien och gruppen Harv.
I januari, 2005 återvände Väsen för deras andra Japan-turné på mindre än ett år. Den sju dagar långa turnén började den 24 januari och de framförde tre stycken konserter (från 28 januari till den 30:e) vid stället Mandala Minami-Aoyama, som är förlagd i en av de mest fashionabla områden i centrala Tokyo. Albumets låtar är ett urval från dessa konserter.
De flesta spåren på albumet kommer från deras föregående skiva Keyed Up. På skivan spelar Väsen "Slängpolska efter Byss-Calle", en låt som har följt med gruppen ända sedan de startade och brukar finnas med i spelprogrammet på deras konserter. I mitten av låten gör de en variant på Beatles-låten "Lucy in the Sky with Diamonds".
På albumet medkommer även en DVD med intervjuer med Roger Tallroth och Olov Johansson som berättar Väsens historia. De berättar även bakgrunden till låtarna "Josefins dopvals" och "Polska på övervåningen". Det förekommer även korta videoklipp genom åren och exklusiva liveframträdanden.

## Låtlista

### Disc 1: CD "Väsen Live in Japan"
Alla låtar är arrangerade av Johansson/Marin/Tallroth.
| Nr | Titel                                                     | Kompositör(er) | Spelningstid |
| -- | --------------------------------------------------------- | -------------- | ------------ |
| 1  | "Björkbergspolskan"                                       | Olov Johansson | 5:26         |
| 2  | "Hasse A's"                                               | Mikael Marin   | 3:01         |
| 3  | "Appalachen (Appalachian)"                                | Mikael Marin   | 2:31         |
| 4  | "Pedalpolska"                                             | Olov Johansson | 3:45         |
| 5  | "Fallandepolskan (The Falling Polska)"                    | Roger Tallroth | 3:56         |
| 6  | "Calles vals"                                             | Mikael Marin   | 3:45         |
| 7  | "Glada polskan (The Happy Polska)"                        | Mikael Marin   | 2:54         |
| 8  | "Flippen (The Flip)"                                      | Mikael Marin   | 2:59         |
| 9  | "Slängpolska efter Byss-Calle"                            | Trad.          | 4:53         |
| 10 | "Polska på övervåningen (Polska Upstairs)"                | Olov Johansson | 3:31         |
| 11 | "Bromanders 100-års polska (Bromander's 100-Year Polska)" | Olov Johansson | 4:24         |
| 12 | "Vilse i Betlandet (Lost in the Sugar Beet Field)"        | Trad.          | 4:16         |
| 13 | "Nipponpolka"                                             | Mikael Marin   | 2:42         |
| 14 | "Spelmansfällan (Fiddler's Trap)"                         | Roger Tallroth | 4:16         |
| 15 | "Lille Vilgot (Little Vilgot)"                            | Olov Johansson | 3:31         |
| 16 | "Byggnan (The Building)"                                  | Trad.          | 3:50         |
| 17 | "Kapten Kapsyl (Captain Bottle Top)"                      | Mikael Marin   | 4:15         |

Total tid: 60:35

### Disc 2: DVD "Väsen So Far (1989-2005)"
1. "An Aural History" – 30:57
2. "Collaborations" – 8:11
3. "Tales of Two Tunes" – 15:05
4. "Nyckelharpa 101" – 3:59
5. "Credits" – 2:55

Total tid: 60:27

## Väsen
- Mikael Marin — viola, fiol
- Olov Johansson — 3-radig kromatisk nyckelharpa, kontrabasharpa
- Roger Tallroth — 12-strängad gitarr